# Гийом Мюсо
Гийо̀м Мюсо̀ (на френски: Guillaume Musso) е френски писател, автор на бестселъри в жанровете трилър и любовен роман.

## Биография и творчество
Гийом Мюсо е роден на 6 юни 1974 г. в Антиб, Морски Алпи, Франция. Майка му е библиотекарка. От малък се пристрастява към четенето, и започва да пише още като ученик. След като завършва гимназия, на 19 години заминава за САЩ, където пребивава в Ню Йорк и Ню Джърси, и се препитава като продавач на сладолед. Няколко месеца по-късно се връща във Франция с много идеи, следва в Университета на Ница, като получава бакалавърска степен по икономика. Продължава обучението си в Монпелие с магистърска степен по икономика. След дипломирането си работи като преподавател в гимназията „Еркман-Шартиян“ във Фалсбург и в Института за обучение на учители в Лотарингия. От септември 2003 г. в продължение на 5 години преподава икономически и социални науки в гимназията към Международния център във Валбон.
Заедно с работата си продължава да пише. Първият му роман, трилърът „Skidamarink“ е публикуван през 2001 г., но няма успех.
След тежка автомобилна катастрофа той започва да се интересува от темата за ПБС – преживяванията, близки до смъртта. Резултатът е романът му „И след това...“ издаден през 2004 г. Той става международен бестселър и го прави известен. През 2008 г. е екранизиран във филма „Afterwards“ с участието на Джон Малкович и Еванджелин Лили.
Следващите му романи, характерни със свръхестествени елементи, изгаряща любовна страст, и интрига близка до трилъра и съспенса, неизменно са в списъците на бестселърите. Те са преведени на над 35 езика и са издадени в над 18 милионен тираж по света. Успехът му го прави най-четения автор през 2011 г. във Франция.
През 2012 г. е удостоен с наградата Кавалер на Ордена на изкуството и литературата на Франция.
Брат му Валентин Мюсо е писател на криминални романи.

## Произведения

### Самостоятелни романи
- Skidamarink (2001)
- Et après... (2004)
И след това..., изд.: ИК „Изток-Запад“, София (2005), прев. Владимир Атанасов
- Sauve-moi (2005)
- Seras-tu là ? (2006)
Ще бъдеш ли тук?, изд.: ИК „Изток-Запад“, София (2009), прев. Владимир Атанасов
- Parce que je t'aime (2007)
Защото те обичам, изд.: ИК „Изток-Запад“, София (2012), прев. Паисий Христов
- Je reviens te chercher (2008)
- Que serais-je sans toi ? (2009)
- La fille de papier (2010)
Хартиеното момиче, изд.: ИК „Изток-Запад“, София (2012), прев. Недка Капралова
- L'appel de l'ange (2011)
Повикът на ангела, изд.: ИК „Изток-Запад“, София (2014), прев. Георги Цанков
- 7 ans après (2012)
- Demain (2013)
- Central Park (2014)
Сентръл парк, изд.: ИК „Изток-Запад“, София (2014), прев. Георги Цанков
- L'instant présent (2015)
Да уловиш мига, изд.: ИК „Изток-Запад“, София (2017), прев. Венера Атанасова
- La fille de Brooklyn (2016)
Момичето от Бруклин, изд.: ИК „Изток-Запад“, София (2017), прев. Венера Атанасова
- Un appartement à Paris (2017)
Парижката квартира, изд.: ИК „Изток-Запад“, София (2018), прев. Венера Атанасова
- La jeune fille et la nuit (2018)
Момичето и нощта, изд.: ИК „Изток-Запад“, София (2019), прев. Венера Атанасова
- La vie secrète des écrivains (2019)
Тайният живот на писателите, изд.: ИК „Изток-Запад“, София (2019), прев. Венера Атанасова
- La vie est un roman (2020)
Животът е роман, изд.: ИК „Изток-Запад“, София (2021), прев. Венера Атанасова
- L'inconnue de la Seine (2021)
Непознатата от Сена, изд.: ИК „Изток-Запад“, София (2022), прев. Анета Тошева
- Angélique (2022)
Анжелик, изд.: ИК „Изток-Запад“, София (2023), прев. Недка Капралова

### Екранизации
- 2008 Afterwards – по романа „Et Après...“
- 2012 La Traversée – по романа „Parce que je t'aime“